# 670-й артиллерийский полк противотанковой обороны
670-й артиллерийский полк противотанковой обороны — воинское подразделение Вооружённых сил СССР во время Великой Отечественной войны.

## История
Сформирован в феврале-апреле 1941 года.
В составе действующей армии с 22 июня 1941 года по 29 сентября 1941 года.
К началу войны входил в состав 9-й артбригады ПТО.
Уже 20 июня 1941 года развернулся на рубеже Варняй, Варенляй, Караленай, Колайняй, оседлав шоссе Таураге — Шяуляй, имея около 8 километров фронта обороны.
Вступил в бои 23 июня 1941 года, успешно отбивал все атаки врага вплоть до 25 июня 1941 года, когда был обойдён и вынужден отойти, вместе с 10-м стрелковому корпусом, которому был подчинён 24 июня 1941 года.
Затем был переподчинён 11-му стрелковому корпусу и до начала июля 1941 года действует вместе с ним отходя за Западную Двину и обеспечивая её оборону. Так, на 2 июля 1941 года одной из батарей удерживает рубеж Гарвацайниэки, Декшорн, Прижево, поддерживая 10-ю воздушно-десантную бригаду, 4-7 июля 1941 года полк ведёт бои за Остров вместе с частями 41-го стрелкового корпуса, отступает на Старую Руссу. 10 июля 1941 года ведёт бой у деревни Заклетье, по дороге на Сольцы, в полукилометре от Шимска.
По-видимому, с конца июля 1941 до середины августа 1941 года ведёт бои под Старой Руссой.
29 сентября 1941 года, по-видимому, выведен из боёв, переименован в 304-й артиллерийский полк противотанковых орудий и выведен в резерв в Московский военный округ

## Полное наименование
- 670-й артиллерийский полк противотанковой обороны

## Подчинение
| Дата            | Фронт (округ)         | Армия      | Корпус | Дивизия                                            | Бригада | Примечания |
| --------------- | --------------------- | ---------- | ------ | -------------------------------------------------- | ------- | ---------- |
| 22.06.1941 года | Северо-Западный фронт | 8-я армия  | -      | 9-я артиллерийская бригада противотанковой обороны | -       | -          |
| 01.07.1941 года | Северо-Западный фронт | 8-я армия  | -      | 9-я артиллерийская бригада противотанковой обороны | -       | -          |
| 10.07.1941 года | Северо-Западный фронт | 11-я армия | -      | 9-я артиллерийская бригада противотанковой обороны | -       | -          |
| 01.08.1941 года | Северо-Западный фронт | -          | -      | 9-я артиллерийская бригада противотанковой обороны | -       | -          |
| 01.09.1941 года | Северо-Западный фронт | 11-я армия | -      | 9-я артиллерийская бригада противотанковой обороны | -       | -          |

## Командование
- Хаминский, Семён Михайлович, майор, убит 10 июля 1941 года под Шимском